# Cântecul Nibelungilor

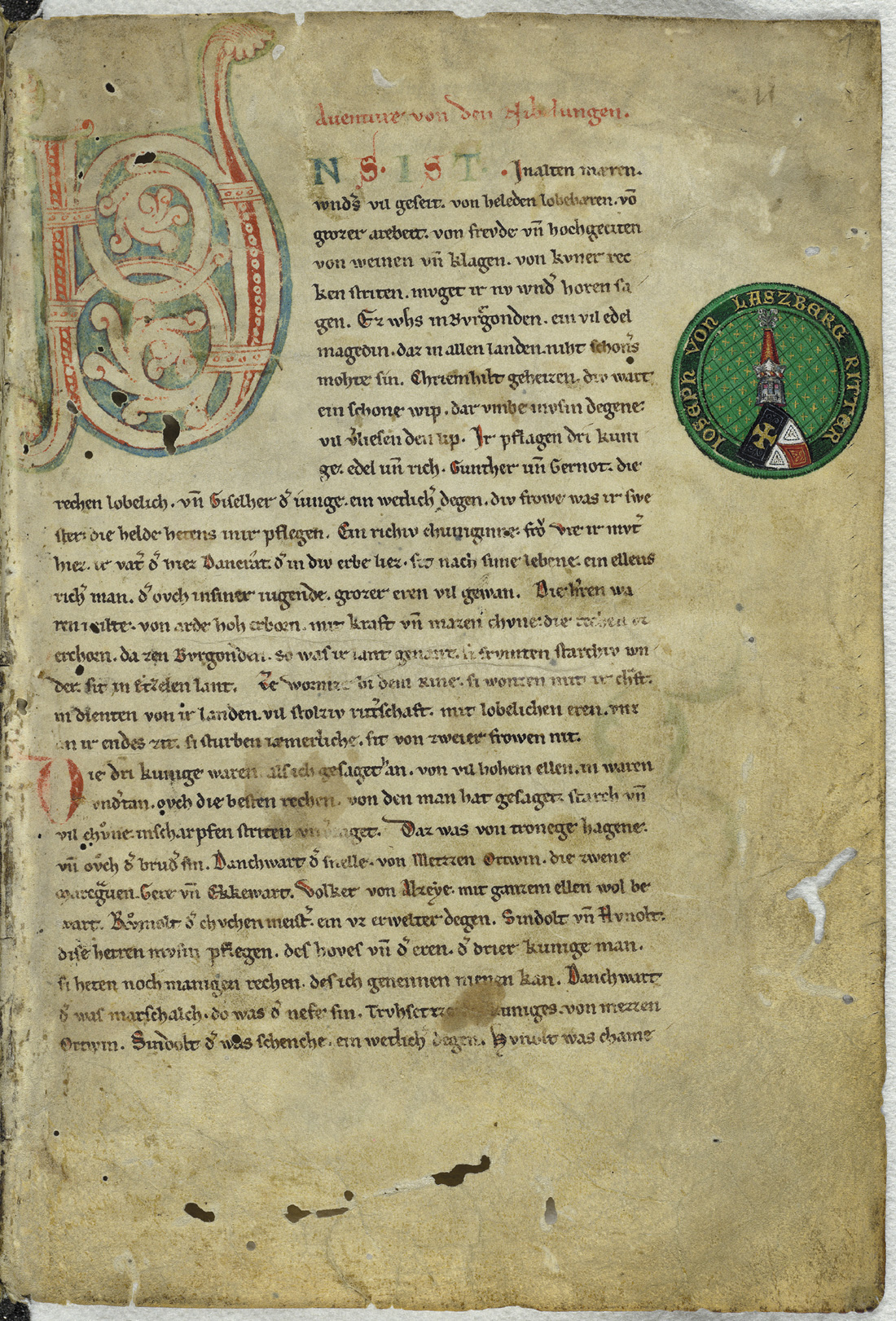
Prima pagină din manuscrisul C al Cântecului Nibelungilor (circa 1230).

Cântecul Nibelungilor (în germană Nibelungenlied) este cea mai importantă epopee eroică a literaturii germane. Aceasta a fost scrisă în jurul anului 1204 în germana medie (Mittelhochdeutsch) de un poet anonim și are aproximativ 2.378 de catrene (numărul lor variază, în funcție de manuscris). Autorul epopeii a prelucrat legende ce se regăsesc într-o formă mai arhaică în Edda și Saga. Locul probabil în care a fost întocmită lucrarea este reședința episcopului de Passau, pe Dunăre, în Bavaria Inferioară.

## Rezumat
Cântecul Nibelungilor prezintă povestea Kriemhildei, o prințesă burgundă din Worms. Deoarece Dancrat, părintele ei, este mort, ea se află sub tutela fraților săi Gunther, Gernot și Giselher. Un personaj important la curte este Hagen din Tronje, vasal al regilor burgunzi.
Siegfried din Xanten, fiul regelui Siegmund și al reginei Sieglinda, aude de frumusețea prințesei burgunde și pleacă la Worms, hotărât să o ia de nevastă. Pentru a-și atinge scopul, el luptă împotriva danezilor și a saxonilor, care declaraseră război burgunzilor, și se oferă să îl ajute pe Gunther să o cucerească pe Brünhilda, regina-fecioară a Islandei. Brünhilda avea standarde înalte: accepta de soț doar pe cel care o putea învinge în trei probe, altminteri ea își ucidea pețitorii becisnici. Singurul în măsură să treacă de probe este Siegfried, care se prezintă în fața dânsei drept vasal al lui Gunther. Eroul din Xanten luptă vitejește alături de regele din Worms, îmbrăcat într-o mantie ce îl face invizibil și îi sporește puterile.
După cucerirea reginei din Islanda, în Worms are loc o nuntă dublă: Gunther se însoară cu Brünhilda, iar Siegfried se însoară cu Kriemhilda. Nunta este umbrită însă de lacrimile Brünhildei, care se simte profund jignită de mezalianța dintre cumnata sa și cel pe care ea îl crede vasalul regilor burgunzi. Dânsa refuză să îl accepte pe Gunther de bărbat, iar Siegfried participă la a doua înșelare a Brünhildei, luptându-se cu ea deghizat în regele burgund. După ce aceasta se recunoaște învinsă și depune armele, Siegfried se retrage discret, nu înainte de a-i lua reginei pe furiș inelul de pe deget și centura, pe care i le dăruiește apoi Kriemhildei.
Siegfried și Kriemhilda pleacă la Xanten. Ea ar fi dorit să îl ia cu sine și pe Hagen, dar dânsul respinge vehement propunerea. După 10 ani, aceștia sunt poftiți să facă o vizită rubedeniilor din Worms. În timpul vizitei, are loc o ceartă aprinsă între Brünhilda și Kriemhilda, cauzată de necunoașterea adevărului de niciuna dintre regine. Brünhilda îl numește pe Siegfried vasal, în timp ce Kriemhilda susține că bărbatul ei este un rege chiar mai mare decât Gunther. Cearta culminează în clipa când regina din Xanten vrea să intre în dom înaintea reginei din Worms. Brünhilda spune că nu se cade ca o soție de vasal să intre în biserică înaintea reginei, la care Kriemhilda o numește pe cumnata sa amantă de vasal. Dânsa este convinsă că Siegfried a fost primul bărbat din viața Brünhildei și, drept dovadă, arată inelul și centura pe care le adusese cu sine.
Siegfried este silit să dea explicații pentru purtarea neobrăzată a nevestei sale. El jură că nu este vinovat de vorbele ei de ocară și promite să o educe mai bine. Hagen găsește jignirea Kriemhildei demnă de răzbunare și pune la cale uciderea lui Siegfried, primind pentru asta încuviințarea lui Gunther. Astfel, Siegfried este ucis cu sulița la o vânătoare, în modul cel mai mișelesc cu putință, de către Hagen, care aflase prin șiretlic punctul vulnerabil al eroului chiar de la soția lui. În felul acesta, Hagen șterge rușinea lui Gunther și aduce comoara nibelungilor în stăpânirea burgunzilor. După codul valorilor populare de atunci, el devine un ucigaș nemernic, dar după codul onoarei cavalerești a epocii, rămâne un vasal loial suzeranului său.
După 13 ani de doliu și durere, crăiasa burgundă acceptă să îl ia de soț pe Atila, regele hunilor, dar nu din dragoste, ci sperând că va găsi o cale să răzbune moartea dragului ei Siegfried. La nunta lor, vin multe căpetenii de oști. Este invitat inclusiv cneazul vlah Ramunc, care sosește alături de prințul gepid Gibeche și alți 700 de însoțitori.  
După alți 13 ani scurși, rugat fiind de soția sa, Atila își invită cu mare pompă cumnații să vină în ospeție. Pe parcursul vizitei, din cauza încordărilor dintre Kriemhilda și Hagen, în Esztergom se iscă o luptă crâncenă între huni și burgunzi. Nenumărați oameni sunt omorâți de ambele părți, printre care Gernot și Giselher. În cele din urmă Gunther și Hagen sunt luați prizonieri.
Kriemhilda cere impetuos restituirea comorii care aparținuse de drept lui Siegfried. În replică, Hagen spune că va dezvălui unde este ascuns tezaurul nibelungilor numai după moartea suzeranului său Gunther. Kriemhilda dă poruncă ca fratele ei să fie ucis. Neintimidat de manevră, Hagen refuză și în aceste condiții să dea la iveală locul comorii, iar femeia îi retează capul chiar cu Balmung, spada lui Siegfried, cu care se încinsese Hagen în semn de supremă sfidare. Hildebrand, maestrul de arme al lui Dietrich din Berna, o ucide apoi pe Kriemhilda, ca pedeapsă pentru faptul că ea, ca femeie, a ridicat spada asupra unui războinic.

## Sursa istorică și compoziția
În decursul vremii, eposul Cântecului Nibelungilor a cunoscut felurite variante și transcrieri. Au fost numărate peste 30 de manuscrise complete și alte numeroase fragmente. Trei dintre ele însă sunt manuscrisele folosite cu precădere. Primul este manuscrisul A de la München, care este cel mai scurt și, după unele păreri, cel mai vechi. Al doilea este manuscrisul B de la Abația Sankt Gallen, care este, după cum apreciază majoritatea germaniștilor, și cel mai bun. Al treilea este manuscrisul C de la castelul Hohenems, scris într-un stil curtenesc dintre cele mai înflorite.
Povestea este compusă din două părți: iubirea dintre Siegfried și Kriemhilda, pe de o parte, și răzbunarea morții viteazului de către văduva sa, pe de altă parte. Și dacă prima parte a luat ființă din sensibilitatea populară a spiritului nordic medieval, a doua parte are la origine un fapt istoric concret: înfrângerea burgunzilor conduși de regele Gundahar  de către căpetenia hunilor, Atila, în anul 437. Totodată, Cronica Nibelungilor este un important izvor scris care atestă prezența românilor (menționați sub exonimul de vlahi/valahi) la nord de Dunăre, pe teritoriul fostei Dacii, înaintea venirii hunilor și apoi a ungurilor (secolele V și X), prin faptul că la nunta regelui hun Attila cu prințesa germană Grimhilda este invitat și ducele  român Ramunc  „din Țara Valahilor” (Walachenland), care sosește cu un alai de 700 de însoțitori.

## Publicare
Biblioteca din Karlsruhe (Germania) a transpus în format electronic toate cele 2.400 de strofe ce compun celebrul „Cântec al Nibelungilor“. Epopeea, care îi are ca eroi principali pe viteazul Siegfried, cel îmbăiat în sângele balaurului Fafnir, mândra Kriemhilde și ticălosul cumnat Hagen, este accesibilă on-line.